# Sitrija
Sitrija (hebrejsky סתריה, v oficiálním přepisu do angličtiny Sitriyya, přepisováno též Sitria) je vesnice typu mošav v Izraeli, v Centrálním distriktu, v Oblastní radě Gezer.

## Geografie
Leží v nadmořské výšce 81 metrů na pomezí hustě osídlené a zemědělsky intenzivně využívané pobřežní nížiny a regionu Šefela, na jihovýchodním okraji aglomerace Tel Avivu.
Obec se nachází 15 kilometrů od břehu Středozemního moře, cca 21 kilometrů jihovýchodně od centra Tel Avivu, cca 39 kilometrů severozápadně od historického jádra Jeruzalému a 1 kilometr od východního okraje města Rechovot. Sitriji obývají Židé, přičemž osídlení v tomto regionu je etnicky převážně židovské. Pouze ve městech Lod a Ramla severovýchodně odtud žije cca dvacetiprocentní menšina izraelských Arabů.
Sitrija je na dopravní síť napojena pomocí dálnice číslo 40.

## Dějiny
Sitrija byla založena v roce 1949 na místě vysídlené arabské vesnice Tal al-Batejch, jež tu stávala až do války za nezávislost roku 1948. Nacházela se cca 1,5 kilometru severovýchodně od nynějšího mošavu.
K zřízení mošavu Sitrija došlo 5. července 1949 během svátku Lag ba-omer. Zakladateli byla skupina Židů z Rumunska, Polska a Maďarska, kteří přežili holokaust a kteří se před příchodem do státu Izrael shromažďovali v uprchlických táborech na Kypru, kde také prošli zemědělským výcvikem.
Zhruba polovina rodin obývajících mošav se stále zabývá zemědělstvím (pěstování květin, citrusů a oliv nebo chov drůbeže), ostatní obývají nový ryze rezidenční okrsek, jehož výstavba začala v roce 1990 a který byl roku 1994 dále rozšířen.

## Demografie
Podle údajů z roku 2014 tvořili naprostou většinu obyvatel v Sitriji Židé (včetně statistické kategorie "ostatní", která zahrnuje nearabské obyvatele židovského původu ale bez formální příslušnosti k židovskému náboženství).
Jde o menší obec vesnického typu s dlouhodobě rostoucí populací. K 31. prosinci 2014 zde žilo 1027 lidí. Během roku 2014 populace stoupla o 1,7 %.
| Rok            | 1961 | 1972 | 1983 | 1995 | 2001 | 2003 | 2004 | 2005 | 2006 | 2007 | 2008 | 2009 | 2010 | 2011 | 2012 | 2013 | 2014 |
| -------------- | ---- | ---- | ---- | ---- | ---- | ---- | ---- | ---- | ---- | ---- | ---- | ---- | ---- | ---- | ---- | ---- | ---- |
| Počet obyvatel | 448  | 394  | 375  | 566  | 846  | 872  | 907  | 943  | 967  | 999  | 1006 | 969  | 946  | 970  | 967  | 1010 | 1027 |